# دارخور آقارضا
دارخورآقارضا، روستایی از توابع بخش کوزران شهرستان کرمانشاه در استان کرمانشاه ایران است.

## جمعیت
این روستا در دهستان هفت‌آشیان قرار دارد و براساس سرشماری مرکز آمار ایران در سال ۱۳۸۵، جمعیت آن ۹۷ نفر (۲۲خانوار) بوده‌است.